# 藤原友人
藤原 友人（ふじわら の ともひと）は、平安時代初期の貴族。藤原南家乙麻呂流、右大臣・藤原是公の子。官位は従四位下・相模守。

## 経歴
従五位下に叙爵の後、延暦24年（805年）播磨権介に任ぜられ、翌延暦25年（806年）播磨介に昇格する。しかし、大同2年（807年）に発生した伊予親王の変において、兄で大納言・藤原雄友と共に連座して、下野守に左遷され失脚する。
嵯峨朝に入ると赦されて入京し、弘仁元年（810年）兵部少輔に任ぜられて官界に復帰するが、翌弘仁2年（811年）讃岐守に転じる。のち、弘仁7年（816年）従五位上、弘仁10年（819年）正五位下と昇叙され、嵯峨朝末に従四位下に至る。弘仁13年（822年）8月16日病気により卒去。享年56。最終官位は相模守従四位下。

## 人物
小人物で、礼の法度を守らなかった。仙道を好んだが、空中を飛ぶことはできなかったという。

## 官歴
『日本後紀』による。
- 時期不詳：従五位下
- 延暦24年（805年） 12月15日：播磨権介
- 延暦25年（806年） 正月28日：播磨介
- 大同2年（807年） 9月：下野守[1]
- 弘仁元年（810年） 9月16日：兵部少輔
- 弘仁2年（811年） 5月14日：讃岐守
- 弘仁7年（816年） 正月7日：従五位上
- 弘仁10年（819年） 正月7日：正五位下
- 時期不詳：従四位下。相模守
- 弘仁13年（822年） 8月16日：卒去（相模守従四位下）

## 系譜
『尊卑分脈』による。
- 父：藤原是公
- 母：不詳
- 生母不詳の子女
  - 男子：藤原息道
  - 男子：藤原良道